# وسيم بن طارة
وسيم بن طارة (مواليد 3 أغسطس 1996) هو لاعب كرة طائرة تونسي. شقيق اسكندر بن طارة.